# Erik Axelsson Tott
Pour les articles homonymes, voir Axelsson et Tott.
Erik Axelsson Tott (mort en 1481) fut administrateur du royaume ou vice-roi de Suède à l'époque de l'union de Kalmar.

## Biographie
Fils du magnat suédois Axel Pedersson Tott, seigneur de Herlev et de Lilloe, et de sa seconde épouse Ingeborg Ivarsdotter, il fut vice-roi de Suède en 1457 conjointement avec l'archevêque d'Upsal, Jöns Bengtsson Oxenstierna puis de nouveau de 1466 à 1467 conjointement avec son frère Ivar Axelsson Tott, le gendre du roi Charles VIII de Suède avec qui il favorise le retour sur le trône du roi Charles VIII Bonde. Il fit construire la forteresse d'Olofsborg pour protéger la Savonie.
Erik Axellson Tott épouse en 1466 Elin Gustavsdotter Sture, la veuve du frère de Karl Knutsson, le couple disparaît sans héritier et ses biens reviennent à ses deux frères, Ivar et Lars (Laurent).